# Supersonic and Demonic Relics
| Recensione | Giudizio |
| ---------- | -------- |
| AllMusic   |          |

Supersonic and Demonic Relics è un album raccolta dei Mötley Crüe pubblicato il 29 giugno 1999 per l'etichetta discografica Hip-O Records.
L'album contiene molte tracce inedite incise negli anni '90 e le cinque bonus-tracks pubblicate nell'album Decade of Decadence del 1991.

## Tracce
1. Teaser (da Stairway to Heaven/Highway to Hell) – 5:16 (Tommy Bolin, Jeff Cook)
2. Primal Scream (da Decade of Decadence) – 4:46 (Nikki Sixx, Vince Neil, Tommy Lee, Mick Mars)
3. Sinners & Saints (inedito) – 2:26 (Sixx, Mars)
4. Monsterous (inedito) – 1:03 (Sixx)
5. Say Yeah (inedito) – 5:05 (Sixx)
6. Planet Boom (da Quaternary) – 3:48 (Lee)
7. Bittersuite (da Quaternary) – 3:17 (Mars)
8. Father (da Quaternary) – 3:59 (Sixx)
9. Anarchy in the U.K. (da Decade of Decadence) – 3:20 (Johnny Rotten, Steve Jones, Glen Matlock, Paul Cook)
10. So Good, So Bad (inedito) – 3:57 (Sixx, Mars)
11. Hooligan's Holiday (extended holiday version by Skinny Puppy) – 11:07 (John Corabi, Sixx, Lee, Mars)
12. Rock 'n' Roll Junkie (da Le avventure di Ford Fairlane) – 4:01 (Sixx, Lee, Mars)
13. Angela (da Decade of Decadence) – 3:54 (Sixx, Neil, Lee, Mars)
14. Mood Ring (inedito) – 2:22 (Sixx, Neil, Lee, Mars)
15. Dr. Feelgood (live) – 6:43 (Sixx, Mars)
16. Knock 'Em Dead, Kid (demo) – 3:39 (Sixx, Neil)
17. Anarchy in the U.K. (video)

## Formazione
- Vince Neil – voce
- Mick Mars – chitarra
- Nikki Sixx – basso
- Tommy Lee – batteria